# Saint-Vincent-Rive-d’Olt
Saint-Vincent-Rive-d’Olt település Franciaországban, Lot megyében. Lakosainak száma 432 fő (2022. január 1.). Saint-Vincent-Rive-d’Olt Albas, Cambayrac, Douelle, Luzech, Parnac, Pradines és Trespoux-Rassiels községekkel határos.

## Népesség
A település népessége az elmúlt években az alábbi módon változott:
| Lakosok száma | 354  | 400  | 417  | 474  | 459  | 444  | 443  | 437  | 429  | 432  |
|               | 1968 | 1982 | 1990 | 2006 | 2013 | 2015 | 2017 | 2019 | 2020 | 2022 |